# Rhachomyces
Rhachomyces Thaxt. – rodzaj grzybów z rzędu owadorostowców (Laboulbeniales). Grzyby mikroskopijne, pasożyty stawonogów, głównie owadów (grzyby entomopatogeniczne).

## Charakterystyka
Są obligatoryjnymi pasożytami zewnętrznymi owadów, to znaczy, że nie mogą przetrwać poza nimi i pasożytują na ich zewnętrznej powierzchni ciała. Tworzą mikroskopijną, kilkukomórkową plechę, która tylko stopą wrasta do chitynowego oskórka owadów, cała plecha zaś wystaje ponad oskórkiem. Nie powodują śmierci owadów i zazwyczaj wyrządzają im niewielką szkodę. Pasożytują głównie na chrząszczach (Coleoptera) z rodziny biegaczowatych (Carabidae), ale 13 gatunków pasożytuje na chrząszczach z rodziny kusakowatych (Staphylinidae). Wykazują duży monofagizm. Wiele z nich to gatunki endemiczne i rzadkie. Niektóre występują na owadach żyjących w jaskiniach.

## Systematyka
Pozycja w klasyfikacji według Index Fungorum: Rhachomyces, Laboulbeniaceae, Laboulbeniales, Laboulbeniomycetidae, Laboulbeniomycetes, Pezizomycotina, Ascomycota, Fungi.
Takson ten w 1901 r. utworzył Roland Thaxter. Synonim: Acanthomyces Thaxt.
Gatunki
Index Fungorum w 2020 r. wymienia około 100 gatunków tego rodzaju. W Polsce ich występowanie jest jeszcze słabo zbadane. Tomasz Majewski, jedyny polski mykolog zajmujący się nimi na szerszą skalę, do 2003 r. wymienił 6 gatunków występujących w Polsce:
- Rhachomyces canariensis Thaxt. 1900
- Rhachomyces furcatus (Thaxt.) Thaxt. 1895
- Rhachomyces lasiophorus (Thaxt.) Thaxt. 1895
- Rhachomyces philonthinus Thaxt. 1900
- Rhachomyces pilosellus (C.P. Robin) Thaxt. 1895
- Rhachomyces tenenbaumii J. Siemaszko & Siemaszko 1928

Nazwy naukowe według Index Fungorum. Wykaz gatunków według T. Majewskiego.